# Jücsou
Jücsou (egyszerűsített kínai írással: 禹州, pinjin: Yǔzhōu) város Kínában, Honan tartományban. Lakosainak száma 1 109 782 fő (2020).

## Népesség
| 2010 | 1 131 896 |
| 2020 | 1 109 782 |